# Тамага (Оклахома)
Тамага (англ. Tamaha) — місто (англ. town) в США, в окрузі Гаскелл штату Оклахома. Населення — 152 особи (2020).

## Географія
Тамага розташована за координатами 35°23′53″ пн. ш. 95°0′51″ зх. д. / 35.39806° пн. ш. 95.01417° зх. д. (35.398188, -95.014189).  За даними Бюро перепису населення США в 2010 році місто мало площу 16,66 км², з яких 16,60 км² — суходіл та 0,06 км² — водойми.

## Демографія
Згідно з переписом 2010 року, у місті мешкало 176 осіб у 75 домогосподарствах у складі 50 родин. Густота населення становила 11 особа/км².  Було 94 помешкання (6/км²).
Расовий склад населення:
| - 80,1 % — білих - 11,4 % — корінних американців - 2,3 % — осіб інших рас |

До двох чи більше рас належало 6,3 %. Частка іспаномовних становила 4,5 % від усіх жителів.
За віковим діапазоном населення розподілялося таким чином: 25,6 % — особи молодші 18 років, 53,9 % — особи у віці 18—64 років, 20,5 % — особи у віці 65 років та старші. Медіана віку мешканця становила 42,7 року. На 100 осіб жіночої статі у місті припадало 128,6 чоловіків;  на 100 жінок у віці від 18 років та старших — 138,2 чоловіків також старших 18 років.
Середній дохід на одне домашнє господарство  становив 32 322 долари США (медіана — 25 938), а середній дохід на одну сім'ю — 42 105 доларів (медіана — 41 250). За межею бідності перебувало 19,0 % осіб, у тому числі 21,7 % дітей у віці до 18 років та 11,4 % осіб у віці 65 років та старших.
Цивільне працевлаштоване населення становило 48 осіб. Основні галузі зайнятості: освіта, охорона здоров'я та соціальна допомога — 25,0 %, будівництво — 22,9 %, роздрібна торгівля — 18,8 %.